# Knuckles
Pour la série télévisée de 2024 mettant en scène ce personnage, voir Knuckles (série télévisée).
Knuckles the Echidna (ナックルズ・ザ・エキドゥナ, Nakkuruzu za Ekidona) est un personnage de jeu vidéo de la série Sonic the Hedgehog. C'est un échidné rouge de 16 ans doté de dreadlocks. Knuckles est le gardien de l'île flottante d'Angel Island et de l'émeraude mère (Master Emerald). Il possède des gants à pointes, ce qui lui permet de détruire certaines choses comme des piliers de pierre, mais aussi de grimper dans les murs. Il est ami et aussi rival de Sonic dans certains jeux.

## Biographie
Il apparaît la première fois en 1994 dans Sonic the Hedgehog 3 sur Mega Drive. Il rejoint l'antagoniste principal de la série, le Docteur Robotnik, après avoir été amené à penser que Sonic tente de voler la « Master Emerald », il combat Sonic à plusieurs moments du jeu. Dans Sonic and Knuckles, le personnage de Knuckles devient jouable, il est dans l'intrigue, le gardien des émeraudes du Chaos qui se trouvent sur l'Île Flottante. Le personnage a marqué les esprits des joueurs lors de son apparition dans le troisième épisode, marquant ainsi son apparition en tant que personnage jouable dans Sonic & Knuckles. Il est également jouable dans Sonic the Hedgehog 2 et 3 à l'aide du port-cartouche via la technologie Lock-on. Knuckles possède ses propres mouvements, il peut notamment voler et s'agripper sur les murs. Une intrigue semblable fait suite avec l'épisode Sonic the Hedgehog: Triple Trouble.
En 1995, il est mis en avant avec le titre Knuckles' Chaotix, un jeu de plates-formes paru sur 32X où Knuckles est le gardien d'un parc d'attractions situé sur une île. Knuckles fait équipe avec un deuxième personnage, car le jeu propose un gameplay avec deux personnages attachés ensemble,. Le Docteur Robotnik brise l'émeraude mère, libérant ainsi Chaos qui apparaît devant Knuckles, les pièces sont dispersées, et Chaos s'enfuit dans Sonic Adventure. Pour restaurer l'émeraude, Knuckles doit retrouver les pièces à travers différents niveaux expansifs,.
C'est à partir de Sonic Adventure que Knuckles s'allie enfin à Sonic et ses amis, et il fera partie du groupe des « gentils » dans tous les opus suivants, que ce soit dans les jeux principaux ou les spins-off (comme Sonic and Sega All-Stars Racing ou les Mario et Sonic aux Jeux olympiques).

## Design
Le personnage de Knuckles est créé par Takashi Yuda. Son premier design s'apparente à un dinosaure, inspiré directement du film Jurassic Park. Yuda dessine ensuite des dreadlocks pour Knuckles afin que le personnage plaise aux joueurs américains.
Lors du développement, l'équipe de la Sonic Team propose le rouge et le vert comme couleur principale pour le personnage, tandis que le producteur et réalisateur de Sonic and Knuckles, Yuji Naka, se positionne sur du violet. L'équipe de développement mène des recherches sur les jeunes joueurs américains et le rouge se révèle être la couleur la plus populaire.

## Personnalité
Étant le dernier survivant de sa tribu, il a pratiquement passé toute sa vie à une seule mission : protéger l'Émeraude Mère sur Angel Island, ce qui fait de lui un solitaire. À cause de son devoir de gardien, il ne peut quitter l'île sous aucun prétexte (sauf si le Dr Robotnik la lui vole). Malgré ses talents de chasseur de trésor et en arts martiaux, il se laisse facilement duper par le savant, qui profite de sa naïveté. Cependant, bien qu'il soit un anti-héros, il combat toujours aux côtés de Sonic et de ses camarades. Par ailleurs, il n'hésite pas à faire équipe avec le hérisson si nécessaire, surtout s'il ne peut battre un adversaire seul. Rêvant d'un mode de vie plus libre comme Sonic, il considère le hérisson comme son rival.
Il est très souvent embêté par Rouge, une chauve-souris de 18 ans voleuse de bijoux, qui semble avoir un faible pour lui, même si elle passe son temps à tenter de dérober l'Émeraude Mère.

## Apparitions
- 1994 - Sonic the Hedgehog 3 (personnage jouable via la Technologie Lock-on)
- 1994 - Sonic and Knuckles (personnage jouable, boss dans la partie de Sonic)
- 1994 - Sonic the Hedgehog: Triple Trouble (boss)
- 1995 - Sonic Drift 2 (personnage jouable)
- 1995 - Knuckles' Chaotix (personnage jouable)
- 1996 - Sonic the Fighters (personnage jouable)
- 1996 - Sonic Blast (personnage jouable)
- 1996 - Sonic 3D: Flickies' Island
- 1997 - Sonic R (personnage jouable)
- 1998 - Sonic Adventure (personnage jouable)
- 1999 - Sonic Pocket Adventure (boss)
- 2000 - Sonic Shuffle (personnage jouable)
- 2001 - Sonic Adventure 2 (personnage jouable)
- 2001 - Sonic Advance (personnage jouable)
- 2001 - Sonic Adventure 2 Battle[n 1](personnage jouable)
- 2002 - Sonic Advance 2 (personnage joubale)
- 2003 - Sonic Pinball Party
- 2003 - Sonic Adventure DX[n 2] (personnage jouable)
- 2003 - Sonic Battle (personnage jouable)
- 2003 - Sonic Heroes (personnage jouable)
- 2004 - Sonic Advance 3 (personnage jouable)
- 2005 - Sonic Rush
- 2005 - Shadow the Hedgehog
- 2006 - Sonic Riders (personnage jouable)
- 2006 - Sonic The Hedgehog (personnage jouable)
- 2006 - Sonic Rivals (personnage jouable)
- 2007 - Sonic and the Secret Rings (personnage jouable dans le multijoueur)
- 2007 - Mario et Sonic aux Jeux olympiques (personnage jouable)
- 2007 - Sonic Rivals 2 (personnage jouable)
- 2008 - Sonic Riders: Zero Gravity (personnage jouable)
- 2008 - Super Smash Bros. Brawl[n 3] (caméo)
- 2008 - Sega Superstars Tennis (caméo)
- 2008 - Sonic Chronicles : La Confrérie des ténèbres (personnage jouable)
- 2009 - Sonic et le Chevalier noir (personnage jouable dans le multijoueur)
- 2009 - Mario et Sonic aux Jeux olympiques d'hiver (personnage jouable)
- 2010 - Sonic and Sega All-Stars Racing (personnage jouable)
- 2010 - Sonic Free Riders (personnage jouable)
- 2010 - Sonic Colours (version DS)
- 2011 - Sonic Generations
- 2011 - Mario et Sonic aux Jeux olympiques de Londres 2012 (personnage jouable)
- 2012 - Sonic and All-Stars Racing Transformed (personnage jouable)
- 2013 - Sonic Dash (personnage jouable)
- 2013 - Sonic Lost World
- 2013 - Mario et Sonic aux Jeux olympiques d'hiver de Sotchi 2014 (personnage jouable)
- 2014 - Sonic Boom : L'Ascension de Lyric (personnage jouable)
- 2014 - Sonic Boom : Le Cristal brisé (personnage jouable)
- 2014 - Super Smash Bros. for Nintendo 3DS / for Wii U[n 4] (caméo)
- 2015 - Sonic Runners (personnage jouable)
- 2016 - Mario et Sonic aux Jeux olympiques de Rio 2016 (personnage jouable)
- 2016 - Sonic Boom : Le Feu et la Glace
- 2017 - Sonic Mania (personnage jouable)
- 2017 - Sonic Forces
- 2018 - Super Smash Bros. Ultimate[n 3] (trophée aide)
- 2019 - Team Sonic Racing (personnage jouable)
- 2019 - Mario et Sonic aux Jeux olympiques de Tokyo 2020 (personnage jouable)
- 2022 - Sonic Frontiers
- 2023 - The Murder of Sonic the Hedgehog
- 2023 - Sonic Superstars (personnage jouable)
- 2023 - Sonic Dream Team (personnage jouable)
- 2024 - Sonic X Shadow Generations
- 2025 - Sonic Rumble (personnage jouable)
- 2025 - Sonic Racing: Crossworlds (personnage jouable)

## Apparitions dans d'autres médias
Il apparaît également dans divers médias, comme la série animée Sonic le Rebelle, une production franco-américaine diffusée courant 1999 où il tient un rôle secondaire. Dans cette même série, son nom a été changé en Castagne pour la VF. En revanche, il y tient un rôle principal dans la série animée Sonic X, ou encore la série Sonic Boom.
Enfin il apparait en tant qu'antagoniste au départ dans le film en live-action Sonic 2, le film où il est interprété par Idris Elba et dans la série télévisée Knuckles.

## Knuckles ougandais
En février 2017, le youtubeur Gregzilla met en ligne une critique du jeu Sonic Lost World. Dans celle-ci, un dessin caricaturé de Knuckles de forme arrondie apparait rapidement vers 1:50. Ce dessin sera plus tard utilisé comme modèle pour un avatar 3D dans le jeu VRChat. Cet avatar est connu pour son accent ougandais, leur claquement de langue proche du Xhosa et pour sa réplique culte, « Do you Know da wae? » (« Connais-tu le chemin ? »). Cette réplique peut venir d'un film d'action ougandais à petit budget se nommant Who Killed Captain Alex?, dans lequel un soldat dit « he knows the way » (« il connait le chemin »), bien que certaines sources pensent que cette phrase vient d'un « roleplay » sur Call of Duty: Black Ops, dans lequel le vidéaste imitant un baron de la drogue africain dit « follow me, I know the way » (« suivez-moi, je connais le chemin »). Cet avatar est considéré par certains comme un stéréotype raciste. D'ailleurs, le groupe Razer, qui avait publié un tweet en référence à ce mème, a reçu des critiques. La marque a par la suite supprimé son tweet et présenté des excuses,,,,.

## Bugs
Dans le jeu Sonic Boom : L'Ascension de Lyric sur Wii U, il est souvent choisi par les joueurs, car un bug dans ses animations lorsque le menu pause est affiché répétitivement permet de s'envoler avec des sauts infinis. Cela permit même à des speedrunners de terminer le jeu en une heure.